# Prokonnesos
Prokonnesos (gr.: Προκόννησος) – kolonia grecka na wyspie Prokonessos, na Propontydzie (Morzu Marmara). Prokonnesos założone zostało przez kolonistów z Miletu w roku 675 p.n.e. Pochodził stamtąd półlegendarny poeta i cudotwórca opisywany przez Herodota, Aristeasz.